# قرار مجلس الأمن التابع للأمم المتحدة رقم 133
قرار مجلس الأمن التابع للأمم المتحدة رقم 133، الذي اعتمد بالإجماع في 26 يناير 1960، بعد النظر في طلب جمهورية الكاميرون للانضمام إلى عضوية الأمم المتحدة، أوصى المجلس الجمعية العامة بقبول جمهورية الكاميرون.